# Awadhuta

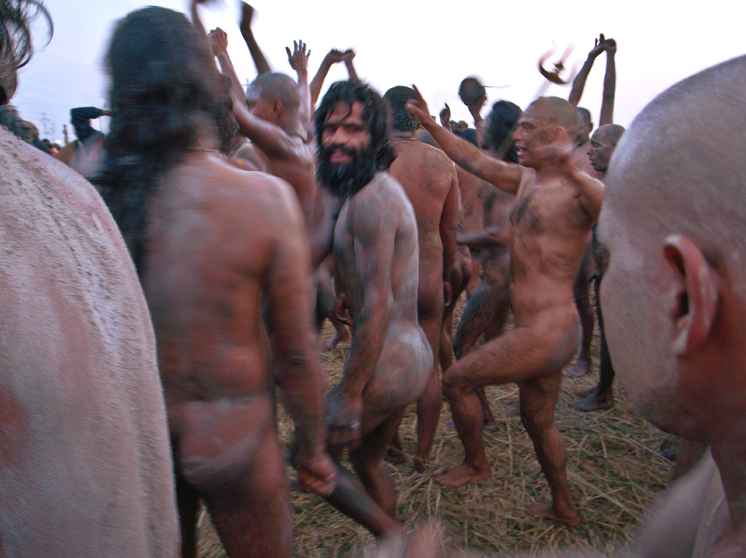
Asceci tradycji Naga sadhu podczas procesji na święcie kumbhamela

Awadhuta (dewanagari अवधूत, trl. avadhūta, ang. avadhuta) – termin pochodzący z dharmicznych religii Indii, odnosi się do ekscentrycznego typu mistyków lub świętych, którzy wznieśli się ponad cielesną świadomość, dualność oraz światowe troski i postępują bez uwzględniania standardowej społecznej etykiety.
Takie osobowości są uznawane za wolne od świadomości ego i „wędrują wolni jak dzieci” poprzez oblicze ziemi. Awadhuta nie identyfikuje się ze swoim ciałem i umysłem. Mówi się, że taka osoba jest czystą świadomością w ludzkiej formie. Awadhuci odegrali znaczącą rolę w historii wielu tradycji jogi, wedanty i bhakti. Jest to również imię w marathi.

## Rodzaje awadhutów
Brahmanirwantantra to tekst opisujący jak rozróżnić awadhutów różnego rodzaju:
- Bramhawadhuta: awadhuta z urodzenia, pojawiający się w jakiejkolwiek klasie społecznej. Kompletnie obojętny na świat i światowe troski.
- Śaiwawadhuta: awadhuta który przyjął wyrzeczony sposób życia (sannjasa), często z zaniedbanymi długimi włosami (jata), lub ubierający się na sposób śiwaitów, spędzający prawie cały swój czas w transie (samadhi) lub medytacji.
- Wirawadhuta: osoba taka wygląda jak sadhu znaczący swoje ciało czerwoną pastą sandałową i noszący szafronowe szaty. O długich włosach „uczesanych wiatrem”. Na szyi nosi malę z rudrakszy lub wisiorek z kości. W ręce trzyma drewnianą laskę (danda). Dodatkowo zawsze ma ze sobą małą siekierę (paraśu) lub mały bębenek (damaru).
- Kulawadhuta: osoby takie powinny przyjąć inicjacje do Kaula Sampradaja. Jest bardzo trudno rozpoznać takie osoby. One nie noszą żadnych zewnętrznych znaków, które mogłyby pomoc ich odróżnić od innych. Specjalnością tych osób jest bycie i życie tak jak zwykli ludzie. Mogą przejawić siebie w formie królów lub ojców rodziny.

## Związek z Nath sampradaya
Nath Sampradaja jest rodzajem tradycji awadhutów. W tej linii (sampradaja) do roli Guru i jogi przywiązywane jest szczególnie duże znaczenie. Dlatego też najważniejszy tekst w tej linii to Awadhutagita. Stan Śri Gorakszanath, prekursora tradycji nathów, jest uważany za najwyższą formę awadhuta.

## Upaniszada Awadhuta
Awadhutopaniszad ma numer 79 według kanonu Muktika. Jest to upaniszada z grupy sannjasa kojarzona z Czarną Jadźurwedą (Krysznajadźurweda).

## Awadhutagita
Avadhutagita jest mistycznym tekstem adwajty. Tematem Awadhutagity jest natura awadhuty. Jej autorstwo tradycyjnie przypisuje się Dattatreji.

## Postacie awadhutów
- Avadhuta Radha-charan das Babaji
- Śri Śri 1008 Kaula Awadhut Trikalanand Saraswati Dźi Guru Mahardźi
- Śri Śri 1008 Kaula Awadhut Satjendranand Saraswati Dźi Guru Mahardźi
- Awadhut Mahaprabhu Aghoreshwar Baba Bhagwan Ram
- Awadhut Ćintan Śri Gurudew Datta Sadgurnath Maharadż
- Pudźja Śri Rang Awadhut Maharadż = Pudźja Bapudźi = Panduranga Vitthala Valame
- Baba Śri Amritnath Dźi – z Fatehpuru w stanie Radżastan